# جلیل (اسکیل)
جلیل (به ترکی استانبولی: Celil) یک منطقهٔ مسکونی در ترکیه است که در اسکیل واقع شده‌است.